# Personaggi di Squadra Speciale Cobra 11
Questa voce contiene un elenco dei personaggi della serie televisiva tedesca Squadra Speciale Cobra 11.

## Personaggi principali

### Semir Gerkhan
Semir Gerkhan (episodio 3-in corso), interpretato da Erdoğan Atalay, doppiato da Alessio Cigliano:
Dopo l'uccisione di Ingo Fischer, Semir diventa il nuovo collega di Frank Stolte del terzo episodio della prima stagione. È l'unico ispettore capo presente nella serie dall'inizio, ad eccezione dei primi due episodi. Semir è sempre positivo, persino osservazioni circa la sua origine turca non lo turbano. Dopo la morte di suo padre lui assume il ruolo di capofamiglia e si prende cura della madre. È sensibile, diplomatico e pensa prima di fare qualcosa. Nella seconda stagione ha una relazione con Andrea Schäfer, che si conclude nella terza stagione. Nelle stagioni successive i due hanno una specie di tira e molla che si conclude nella sesta stagione quando entrambi decidono di provare realmente a rimanere insieme. Due anni più tardi si sposano, Semir chiederà a Jan Richter di essere suo testimone di nozze dato che tra i due il rapporto è di sincera amicizia. Infatti sarà proprio Jan a lanciarsi dal tir in corsa per salvare l'ultima ampolla di antidoto per salvare Andrea dal veleno del pesce palla, permettendo cosí ai due di poter convolare a giuste nozze. Un paio d'anni dopo il matrimonio la famiglia si allarga: nasce Aida, la loro prima figlia, seguita 3 anni dopo da Lily. Il matrimonio entra in crisi anni dopo per la vita pericolosa e stressante del marito, portando al divorzio quando questi scopre che la moglie ha un amante. Nell'episodio Un regalo sbagliato i due divorziano, anche se Andrea, al momento della firma, sembra ancora mostrare indecisione sul da farsi. Un'inversione di tendenza si ha nella stagione 19: grazie anche ad Alexander Brandt, i due ricominciano a frequentarsi. Nell'episodio L'ultima notte Semir e Andrea si ritrovano per una cena di riconciliazione. I turbolenti eventi dell'episodio li fanno riscoprire profondamente innamorati l'uno dell'altro: Andrea rischierà anche di morire poiché gravemente ferita da un colpo d'arma da fuoco sparato da un malvivente, ma non appena si risveglia conferma di voler stare con Semir. Nell'episodio Operazione Eden i due si risposano. A partire dalla stagione 25 Andrea e le ragazze andranno a vivere a Copenaghen e manterranno una relazione a distanza con Semir. Con quasi tutti i colleghi instaura da subito un buonissimo rapporto, soprattutto con Ben. Il rapporto con quest'ultimo è molto intenso e supera abbondantemente le ore di lavoro. Non sono ovviamente mancati momenti di tensione, ma tutti i problemi si sono velocemente risolti.

### Vicky Reisinger
Vicky Reisinger (episodio 364-in corso), interpretata da Pia Stutzenstein, doppiata da Valentina Favazza:
È la nuova collega di Semir a partire dall’episodio La nuova squadra. Per diversi mesi Vicky è stata collega di Max Tauber ma, a seguito ad un diverbio con un giornalista, egli viene dichiarato colpevole e viene sospeso dalle sue funzioni da Kramer, il nuovo capo dell'autostradale il quale decide di reintegrare Semir al posto di Max come nuovo investigatore accanto a Vicky. Max è retrocesso e ora diventa il collega di Dana. Vicky Reisinger assume immediatamente una forte leadership nella nuovissima squadra della Polizia Autostradale, però ha fatto i conti senza Semir: dopo il suo rientro dalla Turchia, nell'episodio La nuova squadra, il poliziotto viene avvertito da un collega di Dortmund di fare attenzione perché la sua nuova collega è pericolosa. Facendo delle indagini, Semir scopre che il team con cui Vicky lavorava a Dortmund è fortemente razzista e la ragazza ha la colpa di aver taciuto: questo porta a diversi battibecchi tra i due e alla sospensione della poliziotta, dopo aver confessato il tutto a Kramer. Verrà reintegrata dopo aver salvato lo stesso Semir, che chiede al commissario di darle una seconda chance. Con Vicky Semir ha una relazione conflittuale poiché crede che la sua collega sia razzista. Tuttavia con il tempo supereranno le criticità e diventeranno una buona squadra.

### Dana Gerkhan
Dana Gerkhan (episodi 224, 274-in corso) interpretata da Tesha Moon Krieg (da bambina), e Gizem Emre, doppiata da Gaia Bolognesi:
Dana è la figlia illegittima di Semir avuta anni prima da Nazan Wegner quando Semir e Andrea avevano interrotto la loro relazione, e Semir lo scopre solo nel primo episodio della sedicesima stagione (La formula). Dana riapparirà da adolescente nell'episodio della stagione 19 Oltre la legge, nel quale viene rapita da dei trafficanti. Nello stesso episodio perderà sua madre biologica e il suo patrigno ed essendo Semir il padre naturale andrà a vivere con la sua famiglia. In seguito Dana si vedrà in vari episodi delle stagioni successive. Dana all'inizio appare molto testarda e non si riesce ad ambientare nella famiglia di suo padre ma con il tempo riesce finalmente ad addolcirsi e a cominciare a sentirsi un membro della famiglia. Dopo aver deciso di entrare in polizia, inizia a lavorare nel distretto Cobra a partire dalla 24ª stagione.

### Max Tauber
Max Tauber (episodio 364-in corso), interpretato da Nicolas Wolf, doppiato da Ezzedine Ben Nekissa
Inizialmente collega di Vicky (episodio a La nuova squadra) viene sospeso a causa di un’azione poco professionale e poi riammesso come partner di Dana. In seguito si fidanza con Dana e alla fine della ventiseiesima stagione nasce il loro primo bambino. Nella ventisettesima stagione diventa il quinto commissario del distretto dopo che Roman Kramer dà le sue dimissioni.

### Silke Raubach
Silke Raubach (episodio 382-in corso), interpretata da Monika Oschek, doppiata da ?:
È una nuova agente del comando a partire dall'episodio Non è un gioco da ragazzi.

### Andy Berenfenger
Andy Berenfenger (episodio 382-in corso), interpretato da Tom Keune, doppiato da ?:
È un nuovo agente del comando a partire dall'episodio Non è un gioco da ragazzi.

### Roman Kramer
Roman Kramer (episodio 364-381), interpretato da Patrick Kalupa, doppiato da Simone D'Andrea:
È il nuovo capo del distretto a partire dall’episodio La nuova squadra. È in sedia a rotelle dopo un incidente durante un’azione. Dopo la morte del commissario Krüger, il comando aveva subito una profonda riorganizzazione degli spazi e del personale. Kramer, appena saputo dell’incarico, aveva telefonato a Semir in Turchia, per capire se avesse voluto far parte della nuova squadra. Semir aveva accettato e detto che si sarebbe fatto vivo a Colonia dopo due settimane, anche se in realtà passarono più di dieci mesi prima del suo ritorno in Germania.  Si dimette dalla squadra nella ventisettesima stagione e lascerà il suo posto a Max, il genero di Semir e marito di Dana.

### Marc Schaffrath
Marc Schaffrath (episodio 364-378), interpretato da Christopher Patten:
Marc appare a partire dal primo episodio della stagione 25. È un poliziotto del comando di Dortmund nonché ex-ragazzo di Vicky Reisinger. Marc è un poliziotto dal carattere duro non conosce né empatia né tolleranza. Nella sua visione del mondo, i criminali meritano la punizione. 

### Paul Renner
Paul Renner (292-363), interpretato da Daniel Roesner, doppiato da Paolo Vivio:
Conobbe Semir quando era un bambino, mentre Semir era all'inseguimento di alcuni criminali. Una volta cresciuto diventerà un poliziotto, e partner dello stesso Semir. Suo padre è un meccanico e soffre di Alzheimer. Ha una certa praticità nelle tecniche di pronto soccorso. Lui e Jenny avranno una breve storia. Ha un buon rapporto sia con Semir che con tutti gli altri colleghi ed anche con il commissario Kim Krüger; proprio per il suo carattere non ha mai particolari screzi con nessuno. Paul si dimette nell'episodio Il questore, dopo averlo già fatto presente a Semir in Protezione sposa. Il poliziotto decide di dimettersi per trascorrere più tempo e andare a fare un viaggio in Nuova Zelanda con suo padre Klaus, malato di Alzheimer. Verrà sostituito da Vicky Reisinger. 

### Kim Krüger
Kim Krüger (episodio 189-363), interpretata da Katja Woywood, doppiata da Anna Cesareni:
Kim Krüger è il terzo capo del comando di polizia autostradale a partire dall'episodio 189 intitolato Loschi affari fino all'episodio 363, Il questore, durante il quale muore. Inizialmente molto severa con i propri sottoposti, viene informata al suo arrivo del modo di fare dei propri ispettori, che sfasciano regolarmente le vetture di servizio e cerca subito di cambiarlo, ma senza esito. Con il passare del tempo si rivelerà tuttavia un capo capace e comprensivo. Figlia di un ladro abile e scaltro, è entrata in polizia con l'intenzione di prendere il più possibile le distanze dal padre. Kim nell'episodio Carnivors litiga con Semir a causa di un'operazione di polizia andata male e accetta di diventare questore di Colonia, come le era stato proposto. Non appare nell'episodio Protezione sposa: la puntata inizia con l'inquadratura del suo ufficio, vuoto dopo la sua festa d'addio all'autostradale, alla quale Semir non prende parte. Nell'episodio Il questore, riappare dopo essersi parzialmente riappacificata con Semir. In questo episodio Kim diventa ostaggio di alcuni gangster che vogliono svaligiare la cassaforte di un albergo. L'hotel viene circondato dai poliziotti che cercano di salvare la vita di Kim Krüger. Si scopre che la rapina non è nemmeno rivolta alla cassaforte e che l'hotel sia un luogo molto più pericoloso di quanto si ipotizzava in precedenza. La caccia al figlio dell'albergatore Lars Bergmann termina in una tragedia: la Krüger dopo aver provato a liberarsi dal criminale quest'ultimo spara e il colpo colpisce Kim nella pancia. Subito Semir e Paul inseguono Bergmann che prende in ostaggio un'altra donna, ma quando anche quest'ultima cerca di liberarsi dal malvivente lo spinge giù in un precipizio e quest'ultimo muore davanti agli occhi del padre. A questo punto Semir e il collega si recano da Kim dove è arrivata anche l'ambulanza ma purtroppo per la Krüger non c'è più nulla da fare. Verrà sostituita da Roman Kramer.

### Susanne König
Susanne König (episodio 158-360), interpretata da Daniela Wutte, doppiata da Daniela Calò:
Susanne è un'amica di Andrea Schäfer, appare per la prima volta nell'episodio Vita o morte, ad una festa che Semir e la moglie organizzano a casa loro dove si viene a sapere che fino a poco prima aveva lavorato nella Polizia di Aquisgrana ma era poi tornata a Colonia. Siccome in quell'episodio Petra Schubert si dimette dopo la morte del fidanzato Tom Kranich, dall'episodio seguente, ovvero Con le migliori intenzioni, Susanne diventa la nuova segretaria. Come le sue predecessori, è molto abile nel fornire informazioni utili alle indagini. Molte volte copre Semir e il collega quando questi compiono alcune azioni all'oscuro del capo o illecite e si offre loro di aiutarli quando sono in pericolo. Alla fine dell'episodio Libertà vigilata, rassegna le sue dimissioni per recuperare il tempo perso insieme a suo figlio. Partirà insieme al suo ex-fidanzato e padre di suo figlio, Tommy Gernhardt, per un lungo viaggio. 

### Jenny Dorn
Jenny Dorn (episodi 219-364), interpretata da Katrin Heß, doppiata da Francesca Manicone:
Appare nell'episodio 29x03, che era inizialmente programmato per essere l'ultimo della stagione. Non appare infatti fino al primo episodio della stagione successiva. Inizialmente (ovvero nel 29x03) sostituisce per due settimane Dieter: infatti collabora con Otto nella risoluzione di un caso, che vede coinvolto in un giro di doping nientemeno che suo fratello. Questo viene anche per caso investito da Otto, che si sente in colpa. Alla fine comunque il fratello si salva. Inizialmente, a causa della sua inesperienza, ha un rapporto un po' travagliato con il collega; questi dissapori però vengono facilmente superati. All'inizio collabora insieme ad Otto e Dieter, difatti lavora nella loro scrivania (ep. La formula). Poi, quando nello stesso episodio Otto muore, Jenny Dorn diviene la nuova collega Dieter.

### Finn Bartels
Finn Bartels (episodi 300-362), interpretato da Lion Wasczyk, doppiato da Alessandro Campaiola: 
È il nuovo collega di Jenny, Finn è un giovane poliziotto fresco d'accademia, e appare nel secondo episodio della ventunesima stagione Sulle tracce di mio padre. Esce di scena nell’episodio Protezione sposa, senza una motivazione apparente.

### Hartmut Freund
Hartmut Freund (episodio 98-361), interpretato da Niels Kurvin, doppiato da Oreste Baldini:
È il tecnico della scientifica (KTU), che entra nel cast durante la settima stagione, a cui si rivolgono sempre gli agenti della Polizia Autostradale. Con il suo fare un po' da nerd, Hartmut è spesso prezioso nella risoluzione di casi che vedono coinvolte sostanze chimiche o tecnologia informatica. Molto famosi sono i suoi "autoringraziamenti", quando i colleghi scappano via dopo aver ricevuto importanti informazioni senza ringraziarlo, e il suo parlare in linguaggio tecnico, che poi deve tradurre agli agenti. Per questa ragione Ben e Semir lo chiamano spesso "Einstein". Nelle stagioni precedenti, era molto legato alla sua auto Lucy, una Toyota Supra, che Tom e Semir distrussero parecchie volte. 

### Alexander Brandt
Alexander Brandt (episodio 261-291) interpretato da Vinzenz Kiefer, doppiato da Gabriele Sabatini: 
È il nuovo partner di Semir. Finì in galera con l'accusa di essere un poliziotto corrotto, poi una volta scontata la pena casualmente si intromette in un caso a cui lavora Semir e i due lo risolvono insieme; Semir gli propone di diventare il suo nuovo partner e lui accetta. Inizialmente non è stato facile per Alex integrarsi in squadra non avendo superato il periodo in prigione ma col tempo le cose migliorano. Doveva sposare Sara, la sua fidanzata, ma quando finì in prigione lei si fidanzò con il suo collega di lavoro, Mats Vollmer. Con l'aiuto di Semir scoprirà che a incastrarlo con l'accusa di corruzione fu il suo superiore, Marianne Breuer, che verrà arrestata da Semir. Alex riscuote molto successo con le donne, più volte è stato inteso che lui e Jenny provino dei sentimenti l'uno per l'altra anche se di fatto non è accaduto nulla tra di loro. Vuole molto bene a Semir e lo considera la sua famiglia. Orfano, è stato cresciuto dai suoi genitori adottivi, il suo vero nome è Alexander Rickert e suo padre, Frank, era un agente dei servizi segreti, costretto a vivere come un latitante dopo aver rubato denaro ai signori della droga. Quando l'hacker Luca Schwarz ucciderà Frank (per poi togliersi la vita) Alex deciderà di andare in Sud America per trovare la sua vera madre dato che Frank le fece credere che Alex era morto, quindi lascia la squadra.

### Dieter Bonrath
Dieter Bonrath (episodio 16-277), interpretato da Gottfried Vollmer, doppiato da Oliviero Dinelli:
Assieme al suo collega Horst Herzberger aiuta Semir Gerkhan e il suo collega a risolvere alcuni casi. Alcune volte appare in qualche scena combinando qualche pasticcio per spezzare l'azione. È stato uno dei personaggi più longevi della serie. Più volte ha dimostrato di essere un poliziotto esperto e competente; inoltre ha un figlio, Jochen, mentre sua moglie è morta. In alcuni episodi è stato lui il diretto protagonista, come in Riconciliazione, dove suo figlio rubò l'auto a un pericoloso criminale, nello stesso episodio i due affrontano il loro burrascoso rapporto; oppure in Baby gang, dove Dieter uccide un giovane ragazzo che voleva sparare a Otto, inoltre si scoprirà che il ragazzo apparteneva a una banda di giovani delinquenti sfruttati da un criminale che fa leva sulla loro ingenuità, lo stesso malvivente cercherà di uccidere Semir e Jan, ma Dieter li salverà entrambi sparando al criminale, e pur avendo l'occasione di ucciderlo lo risparmierà. Dopo la morte di Horst Herzberger la sua nuova compagna è Jenny Dorn. Nell'episodio Il professionista della diciannovesima stagione festeggia i suoi 40 anni di servizio, ma nello stesso episodio viene ucciso dal poliziotto traditore Markus Hofer mentre cerca di proteggere Jenny, che Hofer voleva uccidere ritenendola responsabile della morte di suo figlio.

### Ben Jäger
Ben Jäger (episodi 180-260, 355), interpretato da Tom Beck, doppiato da Francesco Pezzulli:
Ben ha circa trent'anni e diventa il compagno di Semir dopo la morte di Chris, nel primo episodio della tredicesima stagione, quando devono acciuffare un signore della droga, l'olandese Sander Kalvus. Subito non sembra andare molto d'accordo con Semir, ma già dalla fine dell'episodio tra i due si sviluppa un certo feeling, che poi diventerà una grandissima amicizia. Proviene da una ricchissima famiglia di Düsseldorf, ha una sorella minore di nome Julia e, anziché accontentare la volontà del padre che lo avrebbe voluto come uomo d'affari, ha scelto di entrare in polizia. L'omicidio di una sua compagna di scuola, è stato l'evento determinante che lo ha spinto verso questa strada. Ben ha un ottimo rapporto con il suo partner, con cui spesso scherza. Molte volte lo prende in giro per le sue origini turche, mentre il collega ricambia alludendo alla sua ricca famiglia. In molti episodi vediamo che Semir considera Ben come un fratello, e viceversa. In All'ultimo respiro la sua ragazza Nina stava inconsapevolmente per uccidere Semir: questa voleva vendicarsi del responsabile della morte di suo padre, ma non sapeva che sul furgone sul quale si trovava c'era anche il collega del suo ragazzo: Ben dunque, per impedirle di appiccare il fuoco al veicolo, prende la decisione di spararle alla spalla, riuscendo ad evitare il peggio sia per la sua fidanzata che per Semir. Per Ben però questo è stato un colpo troppo grosso; decide di lasciare la polizia per il forte shock subito. Ben si trasferisce, con la sua ragazza in America, dove una casa discografica ha intenzione di metterlo sotto contratto. Comparirà come guest star nell'episodio Buon compleanno per il cinquantesimo compleanno di Semir.

### André Fux
André Fux (episodi 10-47, 254), interpretato da Mark Keller, doppiato da Fabrizio Temperini: secondo compagno di Semir Gerkhan. Fux è l'ispettore capo del Distretto Cobra dopo l'uscita di scena di Frank Stolte. Ha un carattere duro e deciso e, per questo, nel corso della seconda e terza stagione stringerà un rapporto molto stretto con Semir Gerkhan. Nella maggior parte dei casi André si rivela poco comprensivo e molto burbero con gli estranei. Non pensa mai prima di agire. Esce di scena alla fine della doppia puntata La vita appesa a un filo, per mano di uno spietato e grosso trafficante di armi e prostitute, Carlos Berger, in Spagna che lo trafigge con un arpione mentre è a bordo di un motoscafo per poi cadere in mare. Il corpo non fu mai ritrovato. Riappare nella diciottesima stagione. Ad un incredulo Semir, André spiegherà che dopo essere caduto in mare era stato tratto in salvo da un pescatore e che, inizialmente, non si ricordava chi fosse. Rintracciato dalla polizia federale, gli verrà offerto di lavorare sotto copertura. Racconterà, inoltre, di essersi sposato e di avere una figlia. Tradirà la fiducia di Semir e di Ben Jäger per poter avere i nomi dei criminali che gli hanno ucciso moglie e figlia, e poterle vendicare. Poco prima di cadere nel vuoto, nel finale di puntata, si raccomanderà con Semir affinché sia questi a rintracciare quei criminali.

### Horst Herzberger
Horst Herzberger (episodi 10-223), interpretato da Dietmar Huhn, doppiato da Vittorio Amandola (ep.10-16) e Giorgio Favretto (ep.16-223): chiamato da tutti Otto, esordì nel decimo episodio, il primo episodio della seconda stagione. Inizialmente è il collega di Manfred Meier-Hofer, in seguito di Dieter Bonrath. Diventano grandissimi amici e passano molto del loro tempo libero insieme. Questo però, non permette ai due di non farli litigare qualche volta. Insieme combinano anche molti pasticci mentre sono in servizio. Gli piace molto mangiare e spesso durante le indagini di Semir Gerkhan e il suo collega, per cercare di rendesi utile, si caccia in qualche guaio, magari proprio assieme all'amico Dieter. Il suo non è un ruolo principale, ma è molto apprezzato: spezza un po' le scene di azione e delle indagini con qualcosa di divertente che combina assieme al collega.
Nel primo episodio della stagione 30 (RTL), corrispondente alla stagione 16 in Italia (Rai Due), dal titolo La formula, l'agente viene colpito mortalmente da un'arma da fuoco nel tentativo di salvare Ben Jäger da un colpo diretto a lui.

### Anna Engelhardt
Anna Engelhardt (episodi 16-185, 292, 299), interpretata da Charlotte Schwab, doppiata da Angiola Baggi:
È stato il secondo capo del distretto dopo Katharina Lamprecht. È molto affezionata ai suoi agenti, tanto da essere molto accondiscendente con loro; infatti, quando il procuratore estranea Semir o un altro dei suoi agenti dalle indagini, lei gli consente ugualmente di proseguire il loro mestiere. Decide di dimettersi durante la tredicesima stagione, dopo un caso in cui scopre di non potersi fidare neppure di Meyer, un suo caro amico collega. Torna in alcune puntate dopo il suo trasferimento al ministero degli interni.

### Chris Ritter
Chris Ritter (episodi 158-179), interpretato da Gedeon Burkhard, doppiato da Roberto Certomà:
Fa la sua prima apparizione nella seconda parte dell'episodio Vita o morte. Chris è un ex agente sotto copertura e parla molto bene il francese e lo svedese. Per un determinato caso va nel Ciad. Collabora con l'agente Lemercier del Belgio. Quest'ultimo decide di tradirlo e di diventare un criminale: per soldi rivela che Chris è un poliziotto. Chris viene drogato e torturato ma riesce a scappare e a tornare in Germania. Con l'aiuto del capo della polizia Bernd Simon riesce a disintossicarsi dalla droga e a ricominciare una vita normale e continua il suo lavoro come agente sotto copertura. Per un paio di anni Chris rimane implicato nel caso di un ricco commerciante: Roman Gehlen. Questo caso conduce alla morte di Bernd Simon, suo amico e capo, e di Tom Kranich, oltre che alla fine della sua carriera di agente sotto copertura. Inizia così a lavorare nella polizia autostradale, come nuovo collega di Semir e garantirà l'arresto di Gehlen. Il carattere di Chris non è facile da capire: a causa di ciò, all'inizio, Semir ha delle difficoltà con lui. Nella vita privata Chris è solo. Ha un'ex-moglie, Bea, e due figlie. A causa del suo lavoro sotto copertura Bea ha deciso di divorziare. Bea si è risposata e Chris non vede molto spesso le sue figlie. Nell'episodio "Nemesi", Chris riuscirà a vendicarsi di Lemercier, riuscendo ad arrestarlo. Alla fine della dodicesima stagione Chris e Semir indagano sull'olandese Sander Kalvus, un boss della droga. Nello stesso caso Chris viene a contatto con una vecchia collega con cui aveva avuto una relazione: Tania Brand. Lavora come agente sotto copertura ed è l'amante del boss che, una volta scoperta, ordina di ucciderla. In un'azione di polizia per arrestare Kalvus, uno dei criminali prova ad uccidere Tania. Chris se ne accorge e prova a salvarla ma viene colpito dallo stesso Kalvus e rimane ucciso.

### Tom Kranich
Tom Kranich (episodi 48-97, 126-158), interpretato da René Steinke, doppiato da Luca Ward (episodi 48-97) e da Andrea Ward (episodi 126-158):
Arriva a partire dalla quarta stagione come ispettore capo e nuovo collega di Semir Gerkhan dopo la dipartita di André Fux. Impulsivo, spesso fa affidamento all'istinto agendo prima di pensare, ed arriva sempre in ritardo al lavoro. Nell'ultimo episodio della sesta stagione Tom non riesce ad accettare che la donna che ama abbia perso la vita a causa del suo lavoro, e decide di dimettersi dalla polizia. Il personaggio esce quindi dalla serie e viene sostituito da Jan Richter fino alla nona stagione, quando Semir ha bisogno dell'aiuto di Tom per ritrovare un criminale che solo lui ha visto in faccia, "Mr. Black". Kranich riprende quindi la propria carriera per le successive due stagioni, finché, all'inizio dell'undicesima, viene ucciso dal figlio del ricco sfruttatore Roman Gehlen, Erik, nell'episodio Vita o morte.

### Petra Schubert
Petra Schubert (episodi 144-158), interpretata da Martina Hill, doppiata da Alessia Amendola. Appare la prima volta nell'episodio Ricordi del passato. Essa è coinvolta nel caso che Semir Gerkhan e Tom Kranich stanno risolvendo. Alla fine dell'episodio, viste la dimissioni di Andrea, decide di lavorare con il distretto di Cobra 11, e poco dopo si fidanza con Tom. La relazione sarebbe durata solo per i successivi 12 episodi, poiché si è interrotta nell'episodio "Vita o morte", nel quale Tom viene ucciso. Dopo quest'accaduto, che ha causato una fase di shock in Petra, ella decide di dare le dimissioni. Verrà sostituita da Susanne Konig. Come Andrea, ha un carattere dolce e disponibile.

### Jan Richter
Jan Richter (episodi 98-125), interpretato da Christian Oliver, doppiato da Fabrizio Vidale:
Dalla settima stagione Jan Richter è il nuovo collega di Semir. Jan, arriva dalla sezione "Furti e Rapine" dopo essersi diplomato a pieni voti soltanto tre mesi prima all'accademia di polizia di Münster. E' agli inizi quando la sua strada incrocia quella di Semir, questo spiega il fatto che il suo grado sia "ispettore", a differenza dei suoi colleghi "ispettori capi" che hanno tutti una più importante carriera alle spalle. Ha una sorella Katja e una nipotina di nome Lily. Il marito di sua sorella, Peter Baumeister viene assassinato nell'episodio del suo esordio. Peter era suo grande amico, e prima di morire per mano di Tscherne, lascia un messaggio sulla segreteria di Jan. Quando cerca di indagare da solo sulle dinamiche che hanno portato alla morte del suo amico, Semir lo arresta credendolo un delinquente, ma poi la cosa si risolve e sia Semir che il capo Anna Engelhardt vedono in lui il futuro compagno perfetto per Semir. Jan porta gli occhiali e quando è in servizio le lenti a contatto. Non vuole che tutto il dipartimento venga a sapere di questa cosa, a quanto pare per lui è motivo di disagio, l'unico ad essere a conoscenza del suo segreto è Semir. È un abilissimo kickboxer e spesso ingaggia combattimenti corpo a corpo avendo sempre la meglio sull'avversario. Ha una paura folle dei serpenti, ma i cani lo adorano. Con Johannes, la bassotto antidroga, è amore a prima vista nonostante gli scompigli tutta la scrivania, e con i due feroci dobermann messi di guardia in una casa di pirati informatici, non ha alcuna difficoltà a distrarli facendoli giocare con uno straccetto improvvisato da mordicchiare. Il suo stile di vita aperto ed affascinante è molto stimato: non solo dalle donne, ma anche dai suoi colleghi dai quali è molto benvoluto. La sua vita sentimentale è decisamente sfortunata, nonostante non abbia alcuna difficoltà a fare nuove conoscenze: una sua ex fidanzata, che in seguito si scoprirà affetta da problemi mentali, cerca di affogarlo legandolo in una vasca da bagno quando lui decide di porre fine alla loro storia; un'altra di cui si era innamorato mentre indagava sotto copertura proprio nell'ultima puntata, si rivela una rapinatrice di banche in coppia con il fratello. Quando la copertura di Jan salta, la ragazza con l'aiuto del fratello e del resto della banda, cerca di ucciderlo incastrandolo sotto ad un'auto e facendo esplodere il garage. La ragazza si lancerà assieme al fratello con l'auto giú da un dirupo sotto agli occhi increduli di Jan e Semir. Lascia la serie dopo questo tragico episodio, senza una spiegazione ufficiale. Alcune ipotesi non confermate lo vedono lasciare la polizia perchè traumatizzato da quanto accaduto ed incapace di continuare a lavorare in polizia.

### Katharina Lamprecht
Katharina Lamprecht (episodi 1-15), interpretata da Almut Eggert, doppiata da Noemi Gifuni:
È il primo capo del comando Cobra. Ha grossomodo lo stesso carattere del futuro capo, Anna Engelhardt, ovvero si fa rispettare, ma è accondiscendente al punto giusto con i suoi sottoposti. Nell'ultimo episodio in cui compare, annuncia che ha raggiunto il pensionamento.

### Frank Stolte
Frank Stolte (episodi 1-9, 302), interpretato da Johannes Brandrup, doppiato da Maurizio Romano(episodi 1-9) e Simone D'Andrea(episodio 302): è stato Ispettore capo presso la Polizia Autostradale, e a differenza di Semir era uno spavaldo. Frank Stolte era un ex membro della leggendaria unità speciale GSG 9, uccise Sanchez, un noto terrorista, senza un buon motivo, ed è per questo che adesso si trova all'autostradale. Nei primi due episodi il suo collega è Ingo Fischer, che muore nel secondo episodio. Il suo successivo collega è Semir Gerkhan. Alla fine del 1996, non appare più nel programma dopo aver dato le dimissioni che però non vengono nominate nel suo ultimo episodio. Ricompare dopo 20 anni nel 2016.

### Ingo Fischer
Ingo Fischer (episodi 1-2), interpretato da Rainer Strecker, doppiato da Christian Iansante:
È il primo ispettore capo della serie. È il compagno di Frank Stolte ed appare solo nei primi due episodi, Chilometro 92 e Addio ad un amico. Viene ucciso in quest'ultimo episodio, da un criminale fermato eseguendo un controllo di routine in una piazzola di sosta in autostrada, proprio mentre Frank sta sopraggiungendo per aiutare il collega. Ingo Fischer viene ucciso da un colpo di fucile a pompa dal bandito in fuga. Apparirà anche in un flashback di Frank nell'episodio Il nuovo compagno.

### Kai-Uwe Schröder
Kai-Uwe Schröder (episodi 84-157), interpretato da Markus H. Eberhard, doppiato da Roberto Draghetti (prima voce) e Pasquale Anselmo (seconda voce):
Kai è un personaggio che appare saltuariamente nella serie a partire dall'episodio "Corruzione", dove mettendo a frutto le sue conoscenze di elicotterista, salva la pelle a Semir Gerkhan e Tom Kranich. È il "tuttofare" della serie. Ha un chiosco di panini, in cui ogni tanto organizza qualche settimana tematica: in un episodio vengono proposti piatti tipici hawaiani accompagnati da belle ragazze, mentre in un altro la nazione "ospite" è la Cina. In ogni episodio in cui appare però svolge una diversa attività: dal detective privato (episodio "Il detective") al gestore di locali sotto il soprannome di Rocco Spillane.

## Personaggi ricorrenti
- Andrea Schäfer (in Gerkhan) (episodi 16–204, 223–355), interpretata da Carina Wiese, doppiata da Paola Majano:
Entra dal settimo episodio della seconda stagione quando Regina Christmann le lascia il posto come segretaria della Engelhardt. Andrea aiuta gli uomini di Cobra 11 con le loro indagini, conosce molto bene i suoi colleghi e spesso riesce a indovinare ciò che le chiederanno. A volte desidera essere qualcosa di più che una semplice segretaria, desidera l'azione e da questo desiderio ottiene, a volte, troppa sicurezza di sé. Inizialmente, Andrea s'innamora di Semir Gerkhan e hanno una specie di rapporto tira e molla. All'inizio dell'ottava stagione si sposano e all'inizio della decima nasce Aida Gerkhan, la loro figlia. Poiché desidera dedicare tutto il suo tempo a sua figlia, decide di rinunciare al lavoro di segretaria, anche se continuerà a comparire nella serie. Nascono Aida e Lily, ma il matrimonio lentamente si indebolirà: Semir deciderà per la separazione solo quando scoprirà che Andrea ha un amante, Robert; con il divorzio, Andrea otterrà la custodia delle figlie. Grazie ad Alexander Brandt Andrea e Semir ricominciano a frequentarsi nella diciannovesima stagione e nel primo episodio della ventiduesima stagione, Operazione Eden, i due si risposano.
- Oliver Sturm (episodi 195-210-223-239), interpretato da Oliver Pocher, doppiato da Edoardo Stoppacciaro:
Oliver Sturm è un ragazzo che Ben e Semir conoscono nell'episodio Pandora. Gestisce un sito web nel quale, con l'aiuto di alcuni collaboratori, pubblica notizie su grandi complotti internazionali. Diventò anche un grande amico di Ben e Semir. Nell'episodio Angeli della morte, viene ucciso dal guerrigliero serbo Andri Vladic. In quest'episodio aveva scoperto che alcuni criminali serbi volevano fare un attacco ai danni della first lady tedesca.
- Isolde Maria Schrankmann (episodi 71-345, ad intermittenza), interpretata da Kerstin Thielemann:
Soprannominata da Semir Gerkhan e Tom Kranich come 'vecchia zitella acida', è il procuratore di riferimento del distretto autostradale controllato dal comando Cobra. È molto intollerante e incomprensiva, e cerca sempre il pelo nell'uovo. Molte volte sospende Semir e il collega di turno dal servizio per una qualsiasi minima azione illecita, dimostrando alla fine di avere sempre torto, in quanto i poliziotti, ignorando la loro sospensione, risolvono il caso che stavano seguendo brillantemente.

### Altri personaggi
- Mareike Vanstraaten (episodi 1-9), interpretata da Lou-Lou Rhemrev:
Proprietaria dell'area di servizio Valdenau, è fidanzata con Frank.
- Regina Christmann (episodi 10-15), interpretata da Nina Weniger, doppiata da Chiara Colizzi:
La seconda segretaria del distretto di Cobra 11 e successore di Thomas Rieder, ha una cotta per Semir ma non sarà tanto fortunata in confronto ad Andrea, la successiva segretaria.
- Thomas Rieder (episodi 1-9), interpretato da Günter Schubert:
Thomas è il primo segretario del comando di Cobra. È sempre molto scherzoso con gli agenti principali (Frank Stolte, Semir Gerkhan e Ingo Fischer). Raggiunge il pensionamento, lasciando il posto a Regina Christmann.
- Manfred Meier-Hofer (10-15), interpretato da Sven Riemann:
Manfred appare solo nella seconda stagione e avrà come compagno Otto. Verrà trasferito per oscuri motivi.
- Marcus Bodmer (episodi 1-9), interpretato da Uwe Büschken:
Il primo poliziotto imbranato della serie. Inizialmente il suo compagno è Jochen Schulte. Lascia il posto a Otto Herzberger.
- Anja Heckendorn (episodi 1-9), interpretata da Claudia Balko:
Una collega dell'autostradale che sostituisce momentaneamente Marcus, quando si trova in ospedale.
- Jochen Schulte (episodi 1-9), interpretato da Matthias Freihof:
Il collega di Marcus nei primi nove episodi. Lascia il posto a Manfred.
- Maria (episodi 10-15), interpretata da Lena Sabine Berg:
- Jeanette (episodi 16-30), interpretata da Irmelin Beringer:

## Cast
| Personaggio         | Attore            | Stagione | Stagione                                                   | Stagione | Stagione                                                     | Stagione | Stagione | Stagione | Stagione | Stagione | Stagione | Stagione | Stagione | Stagione | Stagione | Stagione | Stagione | Stagione | Stagione | Stagione | Stagione | Stagione | Stagione | Stagione | Stagione | Stagione | Stagione | Stagione | Stagione |
| Personaggio         | Attore            | 1 | 2                                                          | 3 | 4                                                            | 5 | 6        | 7        | 8        | 9        | 10       | 11       | 12       | 13       | 14       | 15       | 16       | 17       | 18       | 19       | 20       | 21       | 22       | 23       | 24       | 25       | 26       | 27       | 28       |
| ------------------- | ----------------- | --- | ---------------------------------------------------------- | --- | ------------------------------------------------------------ | --- | -------- | -------- | -------- | -------- | -------- | -------- | -------- | -------- | -------- | -------- | -------- | -------- | -------- | -------- | -------- | -------- | -------- | -------- | -------- | -------- | -------- | -------- | -------- |
| Frank Stolte        | Johannes Brandrup | |                                                            | |                                                              | |          |          |          |          |          |          |          |          |          |          |          |          |          |          |          |          |          |          |          |          |          |          |          |
| Ingo Fischer        | Rainer Strecker   | |                                                            | |                                                              | |          |          |          |          |          |          |          |          |          |          |          |          |          |          |          |          |          |          |          |          |          |          |          |
| Semir Gerkhan       | Erdoğan Atalay    | |                                                            | |                                                              | |          |          |          |          |          |          |          |          |          |          |          |          |          |          |          |          |          |          |          |          |          |          |          |
| André Fux           | Mark Keller       | |                                                            | |                                                              | |          |          |          |          |          |          |          |          |          |          |          |          |          |          |          |          |          |          |          |          |          |          |          |
| Tom Kranich         | René Steinke      | |                                                            | |                                                              | |          |          |          |          |          |          |          |          |          |          |          |          |          |          |          |          |          |          |          |          |          |          |          |
| Jan Richter         | Christian Oliver  | |                                                            | |                                                              | |          |          |          |          |          |          |          |          |          |          |          |          |          |          |          |          |          |          |          |          |          |          |          |
| Chris Ritter        | Gedeon Burkhard   | |                                                            | |                                                              | |          |          |          |          |          |          |          |          |          |          |          |          |          |          |          |          |          |          |          |          |          |          |          |
| Ben Jäger           | Tom Beck          | |                                                            | |                                                              | |          |          |          |          |          |          |          |          |          |          |          |          |          |          |          |          |          |          |          |          |          |          |          |
| Alex Brandt         | Vinzenz Kiefer    | |                                                            | |                                                              | |          |          |          |          |          |          |          |          |          |          |          |          |          |          |          |          |          |          |          |          |          |          |          |
| Paul Renner         | Daniel Roesner    | |                                                            | |                                                              | |          |          |          |          |          |          |          |          |          |          |          |          |          |          |          |          |          |          |          |          |          |          |          |
| Vicky Reisinger     | Pia Stutzenstein  | |                                                            | |                                                              | |          |          |          |          |          |          |          |          |          |          |          |          |          |          |          |          |          |          |          |          |          |          |          |
| Katharina Lamprecht | Almut Eggert      | |                                                            | |                                                              | |          |          |          |          |          |          |          |          |          |          |          |          |          |          |          |          |          |          |          |          |          |          |          |
| Anna Engelhardt     | Charlotte Schwab  | colspan="1" style="background:#ececec; color:gray; vertical-align:middle; text-align:center;" class="table-na"\|  | colspan="12" style="background:#fdd; text-align:center;"\| | colspan="6" style="background:#ececec; color:gray; vertical-align:middle; text-align:center;" class="table-na"\| | colspan="2" style="background:#afeeee; text-align:center;"\| | colspan="7" style="background:#ececec; color:gray; vertical-align:middle; text-align:center;" class="table-na"\| |          |          |          |          |          |          |          |          |          |          |          |          |          |          |          |          |          |          |          |          |          |          |          |
| Kim Krüger          | Katja Woywood     | colspan="12" style="background:#ececec; color:gray; vertical-align:middle; text-align:center;" class="table-na"\| | colspan="12" style="background:#fdd; text-align:center;"\| | colspan="4" style="background:#ececec; color:gray; vertical-align:middle; text-align:center;" class="table-na"\| |                                                              | |          |          |          |          |          |          |          |          |          |          |          |          |          |          |          |          |          |          |          |          |          |          |          |
| Roman Kramer        | Patrick Kalupa    | colspan="24" style="background:#ececec; color:gray; vertical-align:middle; text-align:center;" class="table-na"\| | colspan="2" style="background:#fdd; text-align:center;"\|  | colspan="2" style="background:#ececec; color:gray; vertical-align:middle; text-align:center;" class="table-na"\| |                                                              | |          |          |          |          |          |          |          |          |          |          |          |          |          |          |          |          |          |          |          |          |          |          |          |
| Max Tauber          | Nicolas Wolf      | colspan="24" style="background:#ececec; color:gray; vertical-align:middle; text-align:center;" class="table-na"\| | colspan="4" style="background:#fdd; text-align:center;"\|  | |                                                              | |          |          |          |          |          |          |          |          |          |          |          |          |          |          |          |          |          |          |          |          |          |          |          |
| Kim Krüger          | Katja Woywood     | colspan="12" style="background:#ececec; color:gray; vertical-align:middle; text-align:center;" class="table-na"\| | colspan="12" style="background:#fdd; text-align:center;"\| | colspan="4" style="background:#ececec; color:gray; vertical-align:middle; text-align:center;" class="table-na"\| |                                                              | |          |          |          |          |          |          |          |          |          |          |          |          |          |          |          |          |          |          |          |          |          |          |          |
| Jenny Dorn          | Katrin Heß        | |                                                            | |                                                              | |          |          |          |          |          |          |          |          |          |          |          |          |          |          |          |          |          |          |          |          |          |          |          |
| Hartmut Freund      | Niels Kurvin      | |                                                            | |                                                              | |          |          |          |          |          |          |          |          |          |          |          |          |          |          |          |          |          |          |          |          |          |          |          |
| Susanne König       | Daniela Wutte     | |                                                            | |                                                              | |          |          |          |          |          |          |          |          |          |          |          |          |          |          |          |          |          |          |          |          |          |          |          |

- Legenda:      nel cast principale;      nel cast ricorrente;      apparizione guest;      non presente nel cast.

## Guest star
| Attore                   | Ruolo/i                                                                       | Episodi(o)         |
| ------------------------ | ----------------------------------------------------------------------------- | ------------------ |
| Alice Treff              | Vivienne                                                                      | 1                  |
| Ingo Naujoks             | Werner Freese (Episodio 94), Roman Nickel (Episodio 170)                      | 94, 170            |
| Bela B.                  | Joseph Tscherne (Episodi 98, 116)                                             | 98, 116            |
| Oliver Pocher            | Oliver Sturm ("Sturmi")                                                       | 195, 210, 224, 239 |
| Harald Leipnitz          | Karl Schröder                                                                 | 50                 |
| Ralf Richter             | Frank (Episodio 25), Wolf Turowski (Episodio 208)                             | 25, 208            |
| Katy Karrenbauer         | Patricia Braukmann                                                            | 145                |
| Cosma Shiva Hagen        | Lara Degen                                                                    | 205                |
| Jörg Schüttauf           | Sascha                                                                        | 9                  |
| Philipp Moog             | Thomas Berger                                                                 | 185                |
| Toyo Tanaka              | Toshiro Funaki                                                                | 8                  |
| Niels-Bruno Schmidt      | Rolf Saecker (Episodio 23), Dennis Weber (Episodio 107)                       | 23, 107            |
| Sven Martinek            | Sam (Episodio 18), Harald Kollmann (Episodio 105), Wolf Mahler (Episodio 188) | 18, 105, 188       |
| Tim Seyfi                | Tayfun Yilmaz                                                                 | 181                |
| Eralp Uzun               | Cem (Episodi 181, 211)                                                        | 181, 211           |
| Susan Sideropoulos       | Claudia Wolters                                                               | 201                |
| Andreas Schmidt-Schaller | Hansen                                                                        | 155                |
| Martin Semmelrogge       | Willi Schröder                                                                | 42                 |
| Hans-Peter Korff         | Wolf Gebhardt                                                                 | 44                 |
| Andreas Wisniewski       | Henry                                                                         | 37                 |
| Doreen Jacobi            | Bettina Fürst (Episodio 24), Carmen Winkler (Episodio 196)                    | 24, 196            |
| Ingrid van Bergen        | Ellen Ebertshäuser                                                            | 44                 |
| Stefan Staudinger        | Richie Weber                                                                  | 1                  |
| Sophie Schütt            | Maria                                                                         | 49                 |
| Jockel Tschiersch        | Walter Fromm (Episodio 54) Günther Fallada (Episodio 127)                     | 54, 127            |
| Udo Schenk               | ??? (Episodio 39), Gruber (Episodio 140), Dr. Wortmann (Episodio 178)         | 39, 140, 178       |
| André Hennicke           | Patrick (Episodio 28), Konstantin Aigner (Episodio 209)                       | 28, 209            |
| Christian Kohlund        | Carlos Berger (Episodio 46, 47)                                               | 46, 47             |
| Thure Riefenstein        | Dalhoff (Episodio 64), Roman Zysen (Episodio 164)                             | 64, 164            |
| Wolke Hegenbarth         | Silke Pfeffer (Silke Meister)                                                 | 210                |
| Henry Horn               | Eric                                                                          | 159                |
| Frank Giering            | Hans-Joachim Schneider                                                        | 211                |